# 乔伊博克·伊丽莎白
乔伊博克·伊丽莎白（匈牙利語：Csajbók Erzsébet，1953年2月10日—），旧姓内梅特（Németh），匈牙利女子手球运动员。她曾代表匈牙利参加1976年和1980年夏季奥林匹克运动会手球比赛，获得一枚铜牌。